# Квалификације за Светско првенство у кошарци 2019.
Квалификације за Светско првенство у кошарци 2019. је такмичење за 32 места која ће бити обезбеђена на Светском првенству које се одржава у Кини 2019. године од 31. августа до 15. септембра.

## Квалификоване репрезентације
| Репрезентација         | Квалификована као                                | Датум квалификације | Преглед учешћа на турнирима1, 2                                                                           |
| ---------------------- | ------------------------------------------------ | ------------------- | --- |
| Кина                   | Домаћин                                          | 7. август 2015.     | 8 (1978, 1982, 1986, 1990, 1994, 2002, 2006, 2010)                                                        |
| Тунис                  | Афричке квалификације друга рунда група Е топ 2  | 15. септембар 2018. | 1 (2010)                                                                                                  |
| Нигерија               | Афричке квалификације друга рунда група Ф топ 2  | 15. септембар 2018. | 2 (1998, 2006)                                                                                            |
| Грчка                  | Европске квалификације друга рунда група Л топ 3 | 16. септембар 2018. | 7 (1986, 1990, 1994, 1998, 2006, 2010, 2014)                                                              |
| Немачка                | Европске квалификације друга рунда група Л топ 3 | 16. септембар 2018. | 5 (1986, 1994, 2002, 2006, 2010)                                                                          |
| Чешка                  | Европске квалификације друга рунда група К топ 3 | 16. септембар 2018. | 0 (дебитант)                                                                                              |
| Литванија              | Европске квалификације друга рунда група Ј топ 3 | 17. септембар 2018. | 4 (1998, 2006, 2010, 2014)                                                                                |
| Аустралија             | Азијске квалификације друга рунда група Ф топ 3  | 30. новембар 2018.  | 11 (1970, 1974, 1978, 1982, 1986, 1990, 1994, 1998, 2006, 2010, 2014)                                     |
| Француска              | Европске квалификације друга рунда група К топ 3 | 30. новембар 2018.  | 7 (1950, 1954, 1963, 1986, 2006, 2010, 2014)                                                              |
| Ангола                 | Афричке квалификације друга рунда група Ф топ 2  | 1. децембар 2018.   | 7 (1986, 1990, 1994, 2002, 2006, 2010, 2014)                                                              |
| Нови Зеланд            | Азијске квалификације друга рунда група Е топ 3  | 1. децембар 2018.   | 5 (1986, 2002, 2006, 2010, 2014)                                                                          |
| Јужна Кореја           | Азијске квалификације друга рунда група Е топ 3  | 2. децембар 2018.   | 7 (1970, 1978, 1986, 1990, 1994, 1998, 2014)                                                              |
| Шпанија                | Европске квалификације друга рунда група И топ 3 | 2. децембар 2018.   | 11 (1950, 1974, 1982, 1986, 1990, 1994, 1998, 2002, 2006, 2010, 2014)                                     |
| Турска                 | Европске квалификације друга рунда група И топ 3 | 2. децембар 2018.   | 4 (2002, 2006, 2010, 2014)                                                                                |
| Сједињене Државе       | Америчке квалификације друга рунда група Е топ 3 | 2. децембар 2018.   | 17 (1950, 1954, 1959, 1963, 1967, 1970, 1974, 1978, 1982, 1986, 1990, 1994, 1998, 2002, 2006, 2010, 2014) |
| Венецуела              | Америчке квалификације друга рунда група Ф топ 3 | 2. децембар 2018.   | 3 (1990, 2002, 2006)                                                                                      |
| Аргентина              | Америчке квалификације друга рунда група Е топ 3 | 2. децембар 2018.   | 13 (1950, 1959, 1963, 1967, 1974, 1986, 1990, 1994, 1998, 2002, 2006, 2010, 2014)                         |
| Канада                 | Америчке квалификације друга рунда група Ф топ 3 | 3. децембар 2018.   | 13 (1954, 1959, 1963, 1970, 1974, 1978, 1982, 1986, 1990, 1994, 1998, 2002, 2010)                         |
| Бразил                 | Америчке квалификације друга рунда група Ф топ 3 | 21. фебруар 2019.   | 17 (1950, 1954, 1959, 1963, 1967, 1970, 1974, 1978, 1982, 1986, 1990, 1994, 1998, 2002, 2006, 2010, 2014) |
| Сенегал                | Афричке квалификације друга рунда група Ф топ 2  | 22. фебруар 2019.   | 4 (1978, 1998, 2006, 2014)                                                                                |
| Италија                | Европске квалификације друга рунда група Ј топ 3 | 22. фебруар 2019.   | 8 (1963, 1967, 1970, 1978, 1986, 1990, 1998, 2006)                                                        |
| Пољска                 | Европске квалификације друга рунда група Ј топ 3 | 22. фебруар 2019.   | 1 (1967)                                                                                                  |
| Русија                 | Европске квалификације друга рунда група К топ 3 | 24. фебруар 2019.   | 4 (1994, 1998, 2002, 2010)                                                                                |
| Јапан                  | Азијске квалификације друга рунда група Ф топ 3  | 24. фебруар 2019.   | 4 (1963, 1967, 1998, 2006)                                                                                |
| Јордан                 | Азијске квалификације друга рунда група Е топ 3  | 24. фебруар 2019.   | 1 (2010)                                                                                                  |
| Иран                   | Азијске квалификације друга рунда група Ф топ 3  | 24. фебруар 2019.   | 2 (2010, 2014)                                                                                            |
| Филипини               | Најбоља четвртопласирана азијска репрезентација  | 24. фебруар 2019.   | 5 (1954, 1959, 1974, 1978, 2014)                                                                          |
| Србија                 | Европске квалификације друга рунда група Л топ 3 | 24. фебруар 2019.   | 5 (19983, 20023, 20063, 2010, 2014)                                                                       |
| Обала Слоноваче        | Најбоља трећепласирана афричка репрезентација    | 24. фебруар 2019.   | 3 (1982, 1986, 2010)                                                                                      |
| Црна Гора              | Европске квалификације друга рунда група И топ 3 | 25. фебруар 2019.   | 0 (дебитант)                                                                                              |
| Порторико              | Америчке квалификације друга рунда група Е топ 3 | 26. фебруар 2019.   | 13 (1959, 1963, 1967, 1974, 1978, 1986, 1990, 1994, 1998, 2002, 2006, 2010, 2014)                         |
| Доминиканска Република | Најбоља четвртопласирана америчка репрезентација | 26. фебруар 2019.   | 2 (1978, 2014)                                                                                            |

 Напомене:
1 Подебљана година означава првака у тој години
2 Коса година означава домаћина у тој години
3 као СР Југославија/Србија и Црна Гора

## Формат такмичења у квалификацијама
Континентална првенства више нису део квалификационог система за Светско првенство. Одиграће се по две рунде континенталних квалификација током две године.
Први круг квалификација је одржан крајем 2017. године и почетком 2018. године. У Азијским/Океанским, Америчким, Европским и Афричким квалификацијама за Светско првенство учествовало је по 16 репрезентација, изузетак је Европа где су учествовале 32 репрезентације. По 4 репрезентације су подељене у 4 групе(за Европу 8 група), играју се по две утакмице као домаћин и као гост, одиграно је по 6 кола. Прве три екипе су у свакој групи прошле у други круг квалификација.
Други круг Квалификација је одржан крајем 2018. године и почетком 2019. године. По 6 репрезентација су подељене у 2 групе (за Европу 4 групе), играју се по две утакмице као домаћин и гост, одиграно је по 6 кола. Бодови се преносе из првог круга квалификација и играју се мечеви са екипама са којима се нису сусретали у првом кругу квалификација. Прве три репрезентације ће се квалификовати на Светско првенство у кошарци 2019.. Најбоља четвртопласирана репрезентација ће се пласирати на Светско првенство у кошарци 2019. (изузетак Европа).
Неће се одржавати квалификације за Вајлд карту, а Олимпијски прваци се неће директно квалификовати за ово Светско првенство.
Жреб за квалификације је одржан 7. маја 2017. у Кинеском граду Гуангџоу.
| ФИБА зона                | Квалификациони турнири                      | Квалификациони турнири                      | Места на СП    | Места на СП       | Места на СП  |
| ФИБА зона                | Дивизија А најбоље рангиране репрезентације | Дивизија Б слабије рангиране репрезентације | Додељена места | Места за домаћина | Укупно места |
| ------------------------ | ------------------------------------------- | ------------------------------------------- | -------------- | ----------------- | ------------ |
| ФИБА Африка              | 16                                          | 2                                           | 5              | 0                 | 5            |
| ФИБА Америка             | 16                                          | 2                                           | 7              | 0                 | 7            |
| ФИБА Азија ФИБА Океанија | 16                                          | 17                                          | 7              | 1                 | 8            |
| ФИБА Европа              | 32                                          | 13                                          | 12             | 0                 | 12           |
| Укупно                   | 80                                          | 114                                         | 31             | 1                 | 32           |

## Квалификације по конфедерацијама
- Правила - Ако две или више репрезентација буду имале исти број бодова на крају сваке фазе такмичења у квалификацијама гледаће се следеће како би се одредило која иде у наредни круг такмичења: 1. Већи број освојених бодова на међусобним утакмицама ових репрезентација, 2. Међусобни скор - Међусобни сусрети (боља кош разлика у међусобним дуелима) , 3. Кош разлика.

### Група А
| Поз. | Репрезентација | Ут. | Поб. | Пор. | Дат. | При. | Гр.  | Бод. |
| ---- | -------------- | --- | ---- | ---- | ---- | ---- | ---- | ---- |
| 1.   | Тунис          | 6   | 6    | 0    | 499  | 315  | +184 | 12   |
| 2.   | Камерун        | 6   | 4    | 2    | 438  | 381  | +57  | 10   |
| 3.   | Чад            | 6   | 2    | 4    | 383  | 424  | -41  | 8    |
| 4.   | Гвинеја        | 6   | 0    | 6    | 336  | 536  | -200 | 6    |